# Grupul statuar Școala Ardeleană din Cluj-Napoca
Grupul statuar Școala Ardeleană este opera din bronz a sculptorului Romulus Ladea, dezvelită la Cluj în data de 30 iunie 1973, de "Ziua Învățătorului" . 
Monumentul reprezintă trei corifei ai mișcării Școala Ardeleană, inițiată de intelectualitatea românească transilvană. Opera a fost o comandă de Guvernul comunist de la București și de orașul Cluj în anul 1968 pentru a comemora 50 de ani de la Marea Unire din 1918. În scriptele autorului opera s-a numit „Școala Latină" și poartă o însemnătate istorică monumentală a latinității din Ardeal. 
Personalitățile reprezentate (de la dreapta spre stânga): 
- Petru Maior, 1761-1812, protopop greco-catolic de Reghin,
- Gheorghe Șincai, 1754-1816, profesor și teolog greco-catolic la Blaj,
- Samuil Micu, 1745-1806, călugăr greco-catolic din Ordinul Vasile cel Mare - bazilitan.

Cele mai reprezentative opere ale celor trei personalități:
- ”Istoria pentru începutul românilor în Dachia”, Petru Maior
- "Istoria și lucrurile și întâmplările românilor”, Samuil Micu
- ”Hronica românilor și a mai multor neamuri”, Gheorghe Șincai

Grupul statuar este situat în dreptul intrării principale a Universității Babeș-Bolyai din Cluj-Napoca, pe str. M.Kogălniceanu nr. 1. Soclul grupului statuar a fost proiectat de doi arhitecți clujeni, arh. Adriana Matei și arh. Vasile Mitrea.
Pe amplasamentul de azi al monumentului s-a aflat între 1967-1973 statuia Lupa Capitolina.